# Närvä
Närvä är av SCB tidigare avgränsad och namnsatt småort i Kiruna kommun, Norrbottens län. Bebyggelsen är belägen väster om sjön Mertajärvi och nordväst om den småort som namnsatts till Mertajärvi. Från 2010 hade antalet bebyggare minskat till under 50 och området klassas därefter inte längre som småort. Bebyggelsen som denna artikeln handlar om kallas vanligen Mertajärvi som dess systerort i sydost, och denna systerort kallas även den Nearvà (Närvä).

## Befolkningsutveckling
| Befolkningsutvecklingen i Närvä 1990–2005     | Befolkningsutvecklingen i Närvä 1990–2005 | Befolkningsutvecklingen i Närvä 1990–2005 | Befolkningsutvecklingen i Närvä 1990–2005 | Befolkningsutvecklingen i Närvä 1990–2005 |
| --------------------------------------------- | ----------------------------------------- | ----------------------------------------- | ----------------------------------------- | ----------------------------------------- |
|                                               |                                           |                                           |                                           |                                           |
| År                                            |                                           |                                           | Folkmängd                                 | Areal (ha)                                |
| 1990                                          | 1990                                      |                                           | 89                                        | #                                         |
| 1995                                          | 1995                                      |                                           | 75                                        | 30#                                       |
| 2000                                          | 2000                                      |                                           | 57                                        | 30#                                       |
| 2005                                          | 2005                                      |                                           | 56                                        | 31#                                       |
| Anm.: Upphörde som småort 2010. # Som småort. |                                           |                                           |                                           |                                           |